# Gledalac i mi (1956.)
Gledalac i mi je hrvatska televizijska igra koja se smatra prvom dramskom emisijom, odnosno „TV-spektaklom“, emitiranom na hrvatskoj televiziji. Autor je Krešo Novosel, a redatelj Anton Marti. Premijerno je prikazana 23. prosinca 1956. godine na Televiziji Zagreb.
Deset godina nakon praizvedbe, u televizijskom tjedniku Studio (14. svibnja 1966.) objavljen je članak pod naslovom „Prva domaća TV-igra“, kojim se najavljuje reprizno prikazivanje emisije. U članku se navodi da »primat u prvoj domaćoj TV-igri imaju Krešo Novosel kao autor i Anton Marti kao TV-režiser«, te da je »Gledalac i mi bila prva jugoslavenska TV-igra«.

## Radnja
Radnja emisije smještena je u simbolični scenski okvir u kojem glavni lik, Harlekin, nastupa pred zamišljenom publikom, tražeći način da je zabavi i pridobije njezinu pažnju. U početku pokušava ostvariti kontakt s gledateljima kroz vlastiti glumački i recitatorski repertoar. Izvodi niz poznatih monologa iz klasičnih dramskih djela poput Hamleta, Cyrana de Bergeraca, Otela, Romea i Julije i Držićeva Skupa, kombinirajući ih s elementima pantomime, improvizacije i glazbenih točaka.
Harlekin se suočava s nezadovoljstvom i nerazumijevanjem publike, koja ga doživljava kao nedovoljno zanimljivog. U želji da postigne uspjeh, uvodi nove likove: Kolombinu, Ljubavnika, Imitatora, Osvetnika, Ljepotana, pa i samog Gledatelja, stvarajući šaroliku galeriju karaktera čiji se nastupi međusobno isprepliću.
Zbivanja u emisiji postupno prerastaju iz dramske igre u kaotičan igrokaz, u kojem glazba, govor, ples i improvizacija dolaze u sukob, a cijela predstava završava publikinim negodovanjem. U završnici, razočarani i zbunjeni Gledalac prekida izvedbu uzvikom: „Dosta! Prekidam predstavu!“ nakon čega svi izvođači zajedno pjevaju završni song:
Zadovoljni mi smo
Takvu igru željeli smo.
Nakon pjesme, Gledalac se ponovno pojavljuje na ekranu i ironično zaključuje:
Ali zadovoljan nisam ja!

## Glumačka postava

### 1956.
- Pero Kvrgić kao Harlekin, Otelo, plašljivi ljubavnik i plesač
- Ljubica Jović kao Kolombina
- Sven Lasta
- Vladimir Leib
- Zlatko Omerbegović
- peteročlana skupina ostalih izvođača

### 1966. (repriza)
- Damir Mejovšek
- Boris Pavlenić
- Đurđa Ivezić
- Richard Simonelli kao Harlekin
- Zlatko Omerbegović

## Produkcija i prikazivanje
Emisija je nastala u pionirskim danima Televizije Zagreb, kada se program tek počeo emitirati s ograničenim tehničkim i produkcijskim mogućnostima. Prema autoru, cilj emisije bio je „suočiti gledaoce s teškoćama koje mi imamo pri stvaranju TV-emisija“. Produkcija je uključivala elemente pantomime, glume i glazbenih točaka, stvarajući format koji je odstupao od standardnih kazališnih formi.

### Repriza iz 1966.
Deset godina nakon praizvedbe, Gledalac i mi je ponovno prikazana, ovoga puta u formi rekonstrukcije. Članak u tjedniku Studio (14. svibnja 1966.) navodi da su autori prve domaće TV-igre Krešo Novosel i Anton Marti, a emisija je ponovno opisana kao prvi jugoslavenski TV-spektakl. U reprizi je sudjelovala nova glumačka ekipa: Damir Mejovšek, Boris Pavlenić, Đurđa Ivezić, Richard Simonelli i Zlatko Omerbegović.

## Tematski okvir i značaj
Gledalac i mi zamišljena je kao „mala komedija“ s elementima improvizacije, pantomime i glazbenih točaka, koja istražuje odnos između stvaratelja i gledatelja u kontekstu televizije kao novog medija. Autor Krešo Novosel istaknuo je kako se emisija bavi vječnim pitanjima: „što igrati, što dati“, odnosno kako zadovoljiti raznolike ukuse gledateljstva. Kombinacijom različitih izražajnih sredstava – od klasičnih monologa do scenskih improvizacija – emisija istražuje mogućnosti televizijskog jezika u njegovim počecima.
U knjizi Vi, ja i televizija (1967.) Novosel je ovu emisiju opisao kao „prvu igru pisanu za televiziju“, te istaknuo da je otvorila „problem kombinacije muzike i govora i posebnih solo-tačaka unutar igre.“

## Očuvanost i dokumentacija
Reprizna verzija iz 1966. snimljena je na magnetskopsku vrpcu i sačuvana je u arhivu HRT-a, dok je originalna verzija iz 1956. emitirana uživo i smatra se izgubljenom. Postoji i fotografija iz 1956. na kojoj se vidi originalna postava. U emisiji iz 1966. vidljiva je stilizirana špica s nazivom Gledalac i mi, a glazbene i plesne točke su rekonstruirane prema mogućnostima.

## Značaj za hrvatsku televiziju
Nikola Vončina ističe da je emisija bila važan početni korak u razvoju televizijske drame u Hrvatskoj. Premijerno je prikazana već u prosincu 1956., manje od dva mjeseca nakon početka redovitog emitiranja Televizije Zagreb. Pod uredničkim vodstvom Kreše Novosela, samo 1957. emitirano je čak dvadeset igranih emisija, čime je udaren temelj domaćoj televizijskoj dramskoj produkciji.

## Vanjske poveznice
- Gledalac i mi u internetskoj bazi filmova IMDb-a